# سینما رودکی

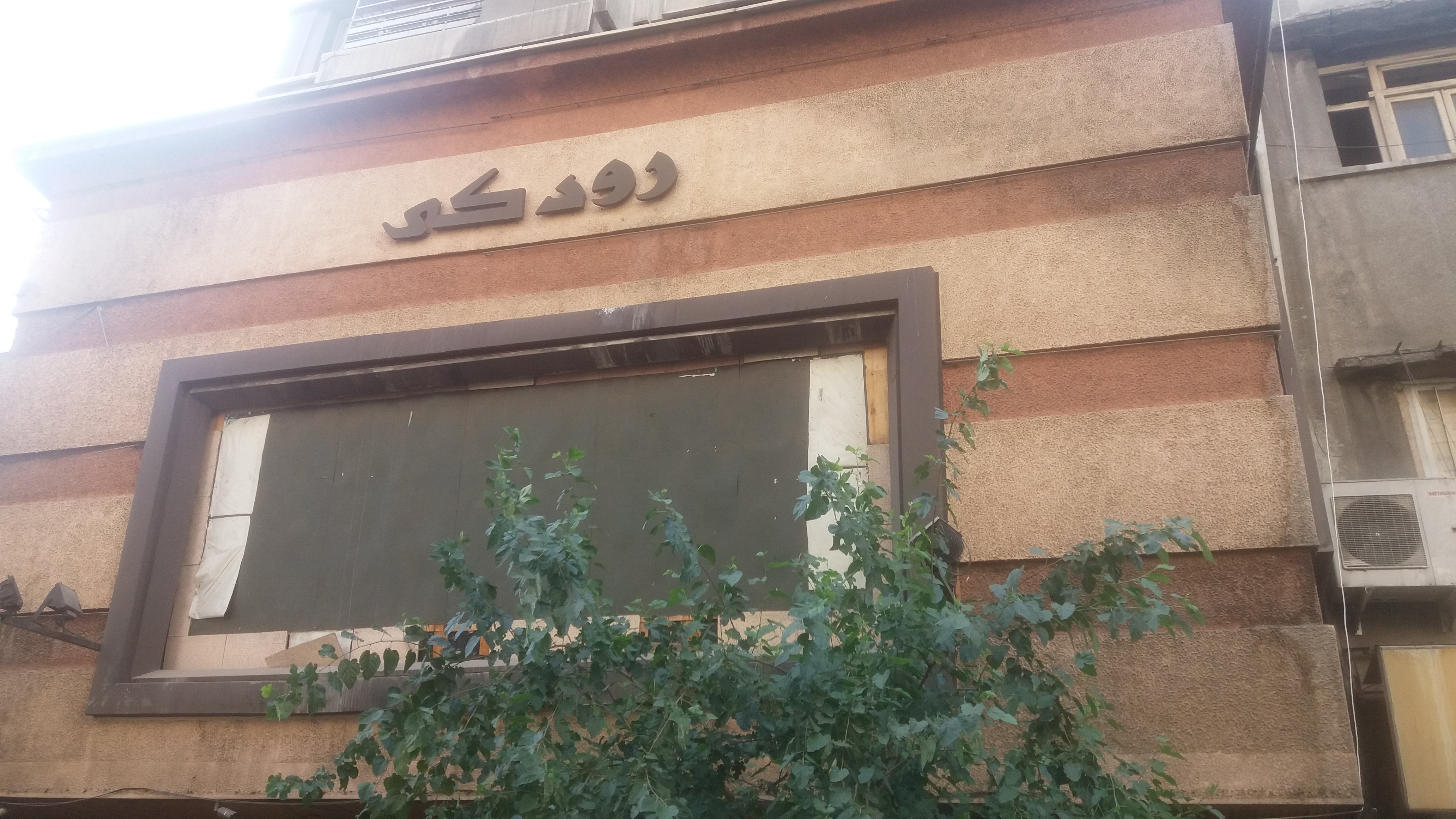
نمایی از سینما رودکی، ۱۳۹۵

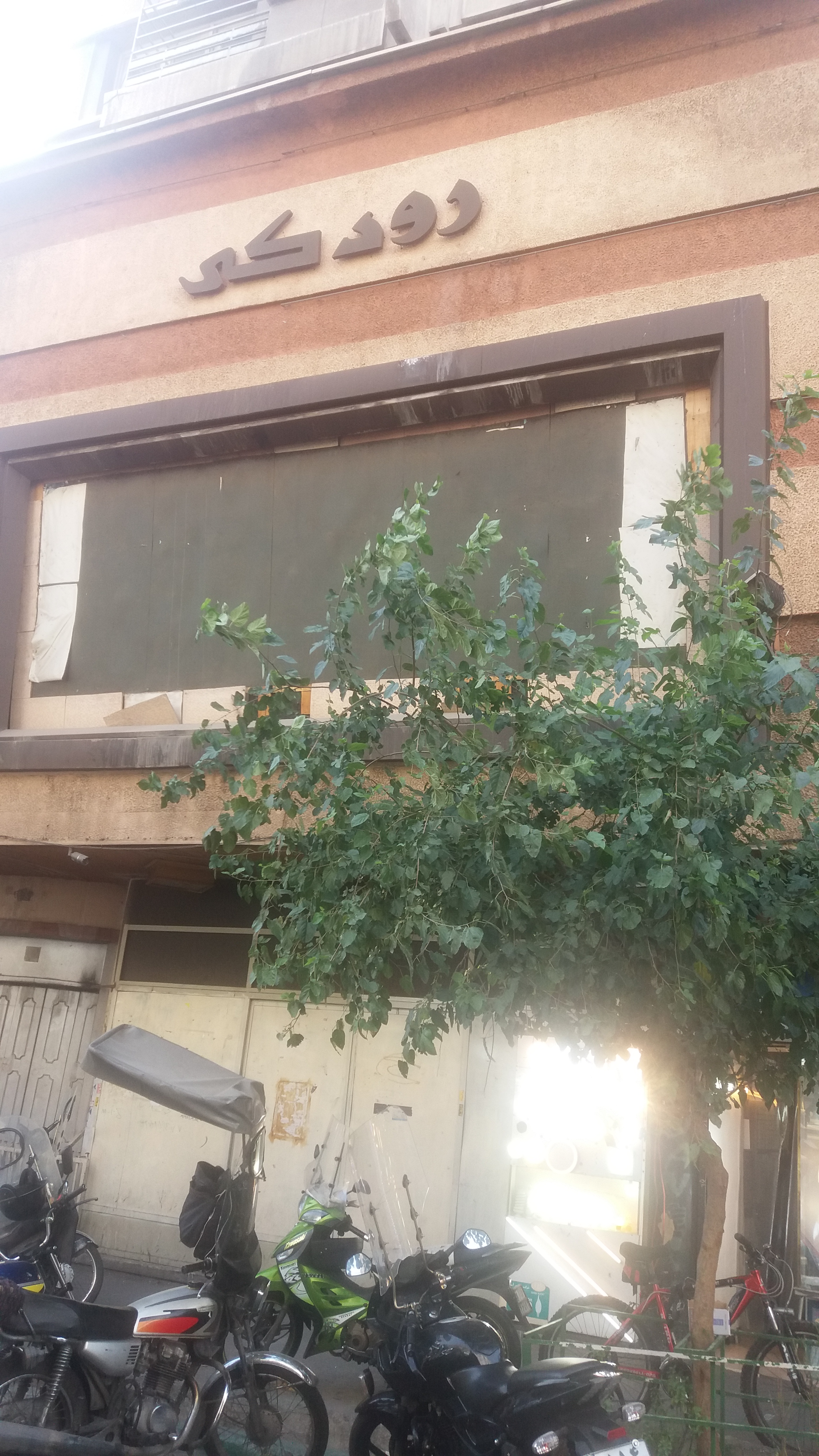
نمایی از سینما رودکی، ۱۳۹۵

سینما رودکی (نام پیشین: سینما متروپل) از سینماهای قدیمی تهران بود. این سینما در سال ۱۳۲۵ در تقاطع خیابان لاله‌زار و خیابان جمهوری افتتاح شد و از سال ۱۳۸۷ تعطیل شده است.

## تاریخچه

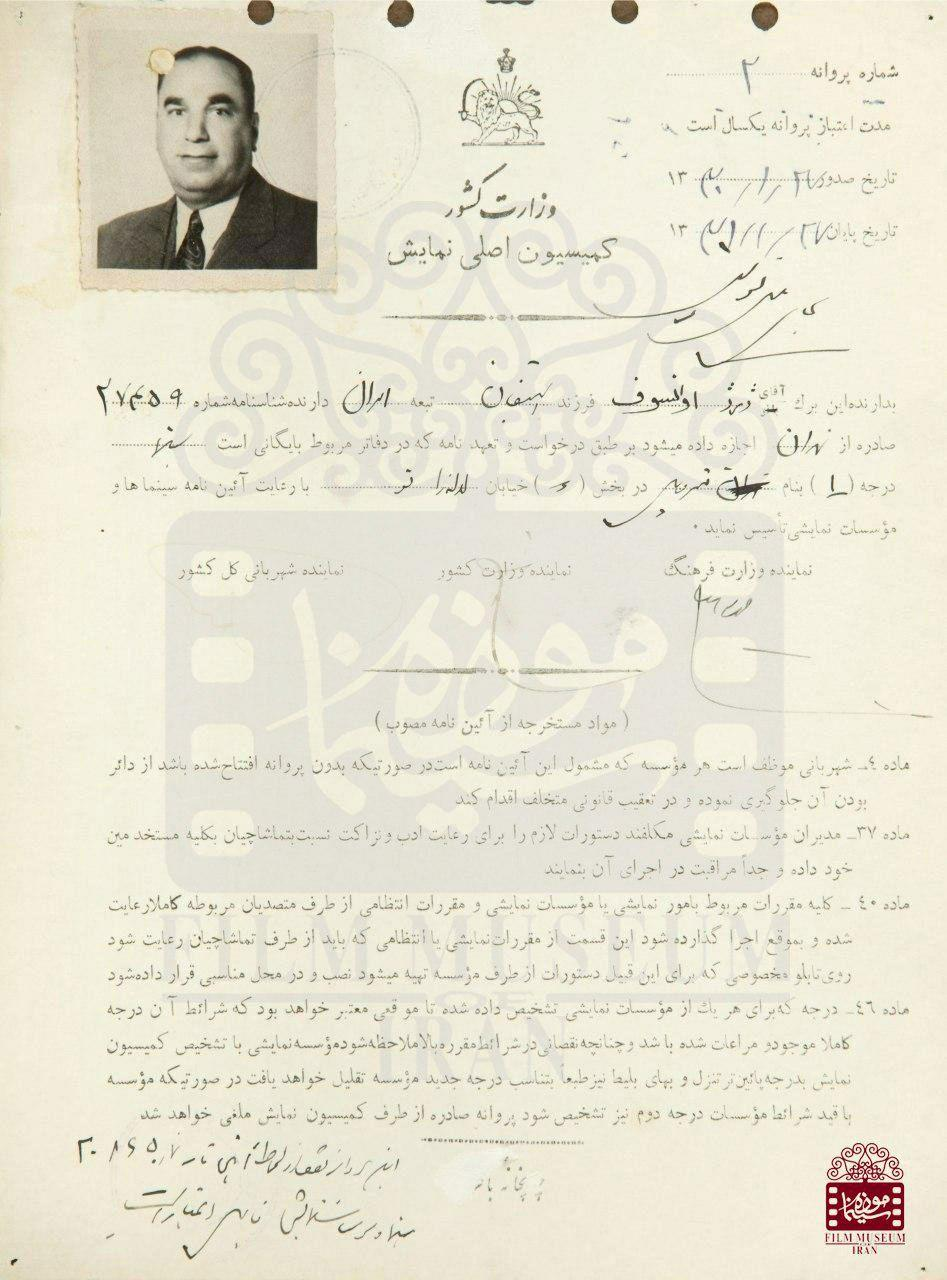
پروانه تأسیس سینما متروپل

سینما متروپل در سال ۱۳۲۵ با اکران فیلم «نگهبان مبارز» فعالیتش را در خیابان لاله‌زار تهران آغاز کرد. معمار این بنا وارطان هوانسیان بود که پیش از آن معماری ساختمان‌هایی چون هتل دربند تهران، سینما دیاموند، ساختمان مرکزی بانک سپه در تهران و ... را انجام داده بود. این سینما که یکی از معروف‌ترین سینماهای تهران بود در سال ۱۳۸۷ تعطیل شد.

## فیلم سینمایی
فیلم سینمایی متروپل ساخته مسعود کیمیایی درباره این سینما است و ماجراهای فیلم در سینما متروپل اتفاق می افتد.